# Reino da Etrúria
O Reino da Etrúria foi um Estado que durou de 1801 a 1807, criado por Napoleão Bonaparte no centro da península Itálica, com capital em Florença. Seu território correspondia aproximadamente à atual região italiana da Toscana, sendo governado pela Casa de Bourbon-Parma, e sendo o seu nome inspirado na denominação romana Etruria, dada à terra dos etruscos.

## Antecedentes
Em 27 de março de 1799, o Grão-Ducado da Toscana foi ocupado pela França.  e foi transformado na República Etrusca.   Em 7 de julho do mesmo ano o grão-ducado foi restaurado e finaldmente em 3 de agosto de 1801 foi estabelecido o Reino da Etrúria.
O Reino da Etrúria foi consequência do Tratado de Aranjuez de 21 de março de 1801, no contexto do grande acordo da França Napoleônica com a Espanha. Os Bourbons de Parma foram compensados pela perda de seus territórios, que foram ocupados pelas tropas francesas desde 1796: como compensação, Fernando, duque de Parma, obteve para seu filho Luís o Reino da Etrúria, criado com territórios do antigo Grão-ducado da Toscana. Para abrir caminho para os Bourbons, o Habsburgo grão-duque da Toscana recebeu as terras secularizadas do arcebispado de Salzburgo.
Seu primeiro rei, Luís, morreu jovem em 1803, e foi sucedido por seu filho Carlos Luís, que adotou o nome de Luís II. Sua mãe, Maria Luísa, infanta de Espanha, assumiu a função de regente.

## O fim do reino
A 23 de outubro de 1807, Napoleão dissolveu o Reino da Etrúria, forçando Carlos a abdicar e anexando a Etrúria ao Império Francês como os departamentos de Arno, Mediterrâneo, e Ombrone. Como compensação a Carlos Luís, Napoleão ofereceu-lhe um novo reino, a Lusitânia Setentrional, que acabou por nunca ser constituído devido à derrota de Napoleão na Guerra Peninsular.

## Os reis da Etrúria
- Luís I, rei de 1801 a 1803;
- Luís II, rei de 1803 a 1807 - em 1847, aquando da morte de Maria Luísa de Áustria (viúva de Napoleão), foi-lhe devolvido o Ducado de Parma e Piacenza onde reinou até 1849 sob o nome de Carlos II.

## Eventos posteriores
Em 10 de dezembro de 1807, o Reino da Etrúria foi dissolvido e o território da Toscana anexado ao Império Francês. Em 24 de maio de 1808, o território foi dividido nos departamentos de Arno, Méditerranée e Ombrone. Em 1 de fevereiro foi ocupado pelo Reino de Nápoles. Em 24 de abril de 1814, foi restaurado o Grão-Ducado da Toscana.